# Anicia (cratère)
Anicia est un cratère de la planète Vénus situé à une latitude de -26,3° et une longitude de 31,3°. 

## Présentation
Anicia a été nommé ainsi en 1991 par l'Union astronomique internationale en hommage à Anytè, poétesse de la Grèce antique.
Son diamètre est de 38,2 kilomètres. Il se situe dans la région du quadrangle d'Agnesi (quadrangle V-45).